# Lithacodia synochitis
Lithacodia synochitis là một loài bướm đêm trong họ Noctuidae.